# Jilemský rybník
Jilemský rybník, též uváděn jako Mlýnský rybník, se nachází v lesích mezi Jilmem, Nejepínem a Vepříkovem, zhruba 6 km západně od Chotěboře, v okrese Havlíčkův Brod. Rybník napájí Jiříkovský potok, jež je horním tokem říčky Sázavky. Rozloha rybníka je 6,4 ha. Bývá též uváděna rozloha 8,0 ha. Celkový objem činí 120 tis. m³.
U přítoku se nachází jeden ostrov. Při severním břehu rybníka je veden obtokový kanál.

## Využití
Rybník je využíván k chovu ryb. Důležitý je i jeho retenční význam, tedy schopnost zachycení povodňových průtoků. Retenční objem činí 41 tis. m³.